# The Legend of the Blue Sea
The Legend of the Blue Sea (hangul: 푸른 바다의 전설; RR: Pureun bada-ui jeonseol) är en sydkoreansk TV-serie som sändes på SBS från 16 november 2016 till 25 januari 2017. Lee Min-ho och Jun Ji-hyun spelar huvudrollerna.

## Rollista (i urval)
- Jun Ji-hyun - Se-hwa / Shim Cheong
- Lee Min-ho - Kim Dam-ryeong / Heo Joon-jae